# Flyttblock

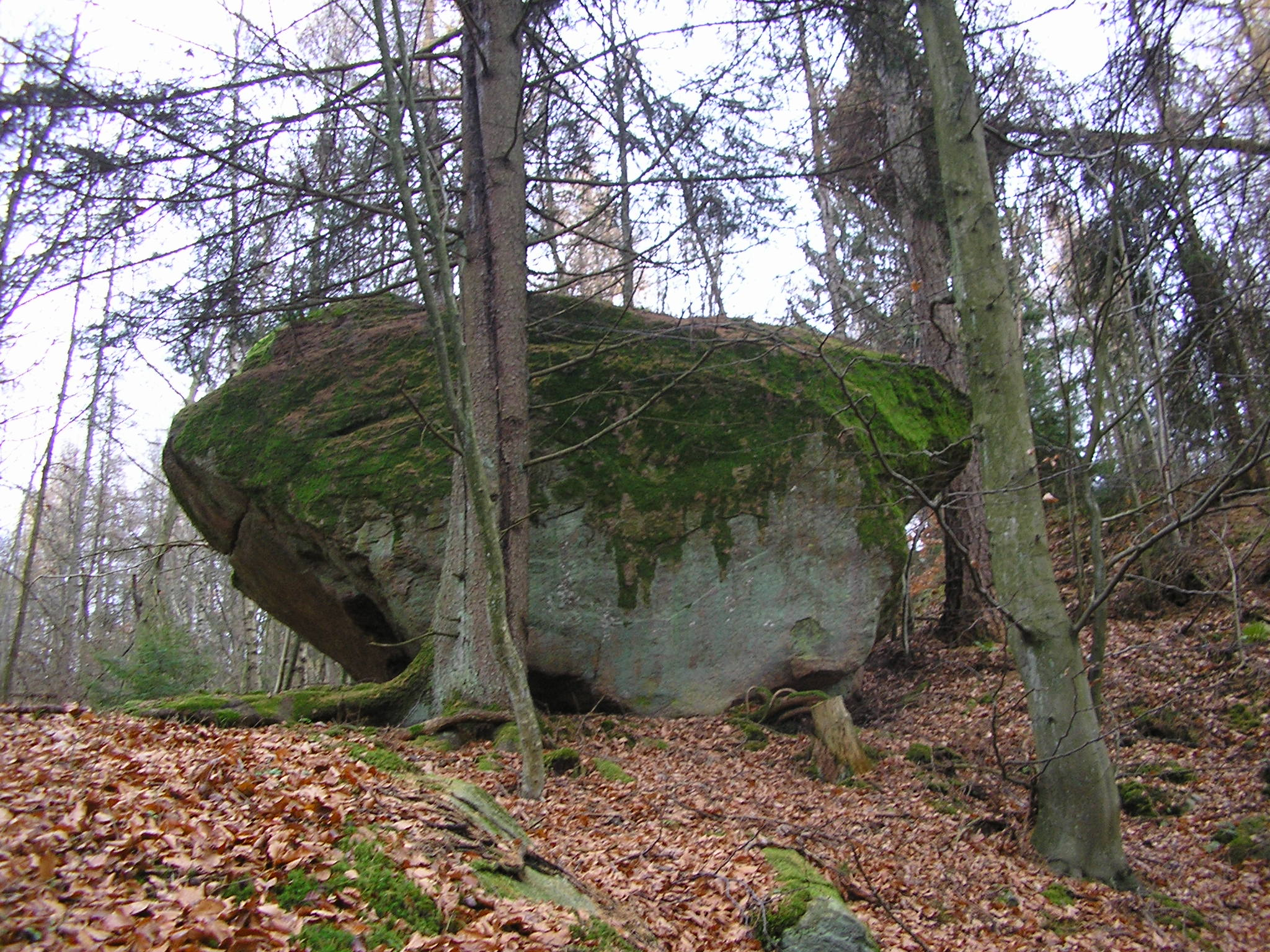
Flyttblock i Surte, Västra Götalands län.

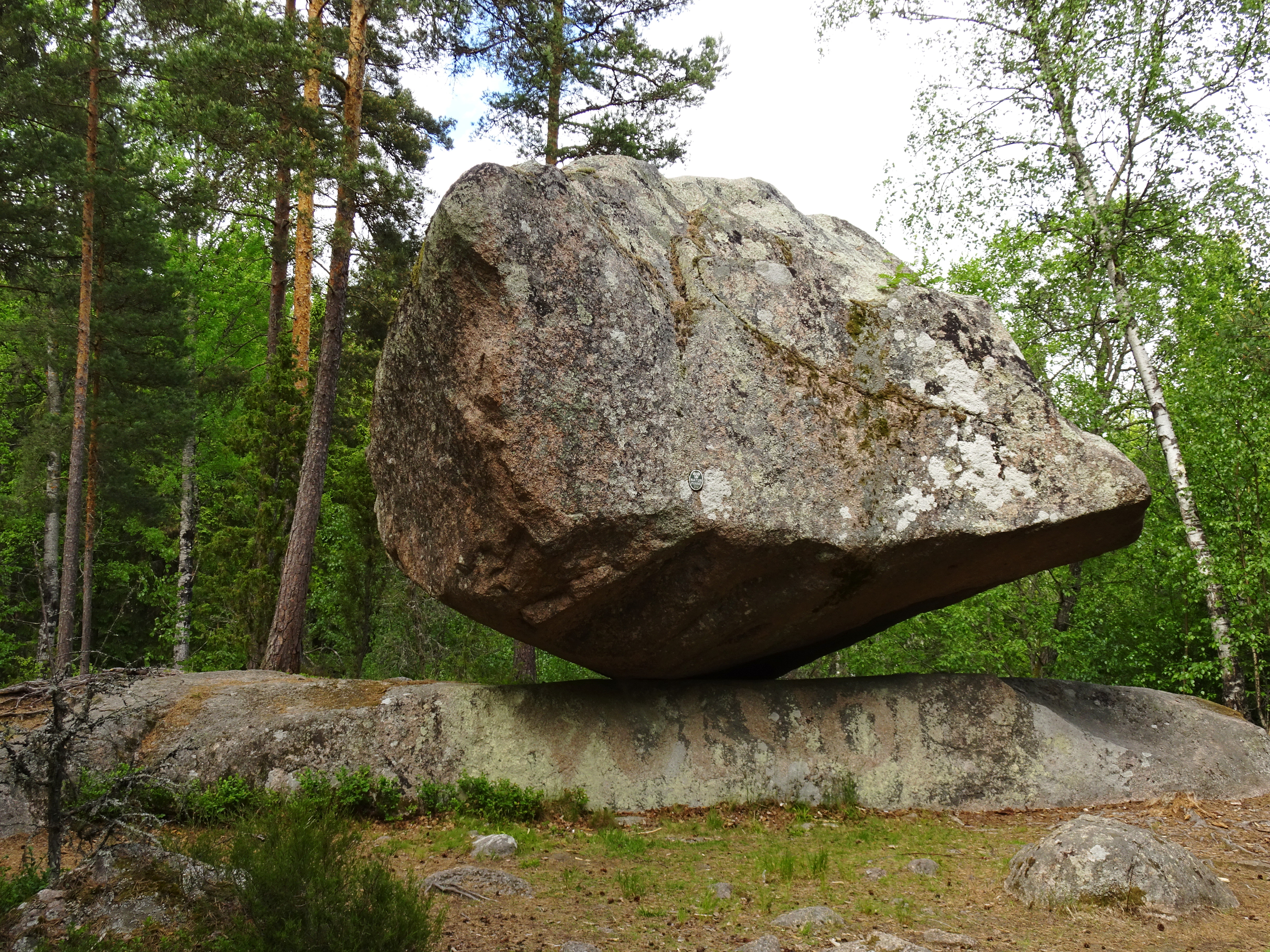
Flyttblocket "Runkesten" i Rumskulla socken, Vimmerby kommun.

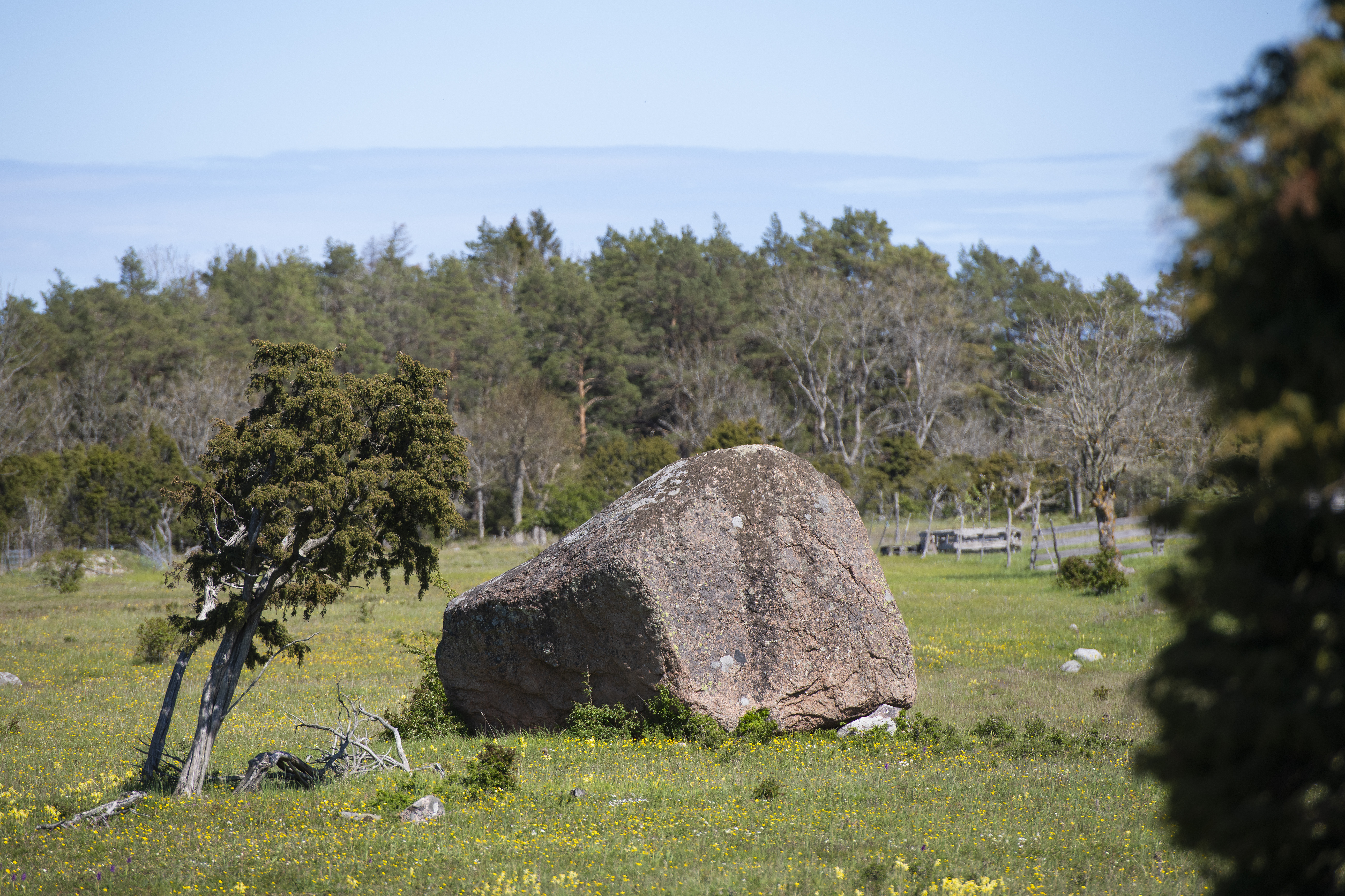
Flyttblock med tradition, Kräklingbo Gotland

Flyttblock eller jättekast, ibland erratiska block (av latin: erraticus, till errare, ”irra omkring”), är stora stenblock som blivit transporterade med hjälp av is, antingen inlandsisar eller glaciärer.
Flyttblocken transporterades på och i inlandsisar och glaciärer och förflyttades i isens rörelseriktning. Då isen sedermera smälte undan hamnade flyttblocken på den underliggande markytan. Flyttblock kan också ha transporterats i kringflytande isberg och därför ha hamnat långt ifrån sina ursprungliga områden, alltså från de berg varifrån de ursprungligen har kommit. Ett flyttblock som går att vagga med handkraft kallas runkesten.

## Utbredning

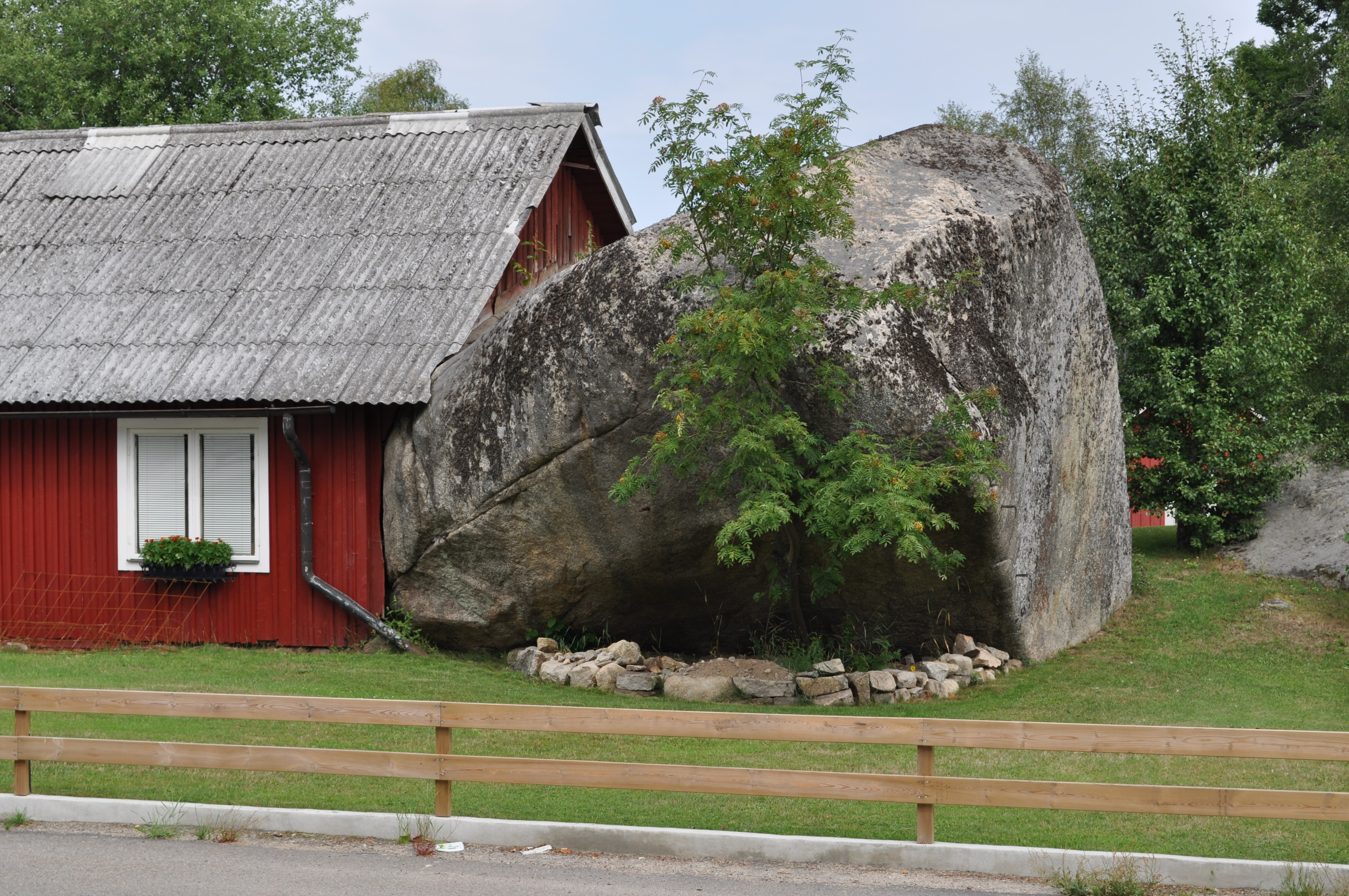
Flyttblock i en vägg

Flyttblock förekommer i de delar av norra Eurasien (Norge, Finland, Ryssland, Polen, Danmark, norra Tyskland, Nederländerna och Schweiz), samt Nordamerika, som under någon av de senaste istiderna varit täckta av is. Blocken kan ha varierande storlek och vara upp till tiotals meter i genomskärning och i princip kan de hittas överallt. De allra största är svåra att urskilja från berggrunden, eftersom de kan vara 30 meter höga och ha en yta på över en kvadratkilometer.

## Geologi
Flyttblocken speglar den regionala berggrundsgeologin ifrån deras ursprungsområde. Svenska flyttblock består därför framförallt av magmatiska och metamorfa bergarter som granit och gnejs. Många flyttblock i Roslagen består av röd sandsten från Gävle, den så kallade Gävlesandstenen. Flyttblocken kunde alltså transporterats mycket långa sträckor. I norra Tyskland kan man hitta flyttblock som härstammar från det svenska urberget.
Sveriges största flyttblock, Botsmarksblocket, återfinns nordväst om Botsmark i Umeå kommun. Linnéstenen i Tandövala är ett intressant exempel på flyttblock.

## Jättekast i svensk folktro
Förr i tiden då man fann stenblock på höga höjder trodde man att det var stora jättar som hade slungat iväg ett stort stycke berg, som på så sätt hade landat högt uppe i högalpina fjäll. Därför gav man stenblocken namnet jättekast (belagt 1764), vilket först i senare tid, när man insett verkligheten, ändrades till flyttblock (belagt 1857), även om det tidigare än förekommer folkligt. Man trodde också att jättar, när de blev rasande på kyrkornas klockklang och dylikt, i ren ilska kastade blocken på närmaste sockenkyrka, för ljudet av kyrkklockorna gjorde så hiskeligt ont i deras öron. Därför kan man ofta hitta dessa flyttblock intill kyrkor runt om i landet.

## Flyttblock med namn

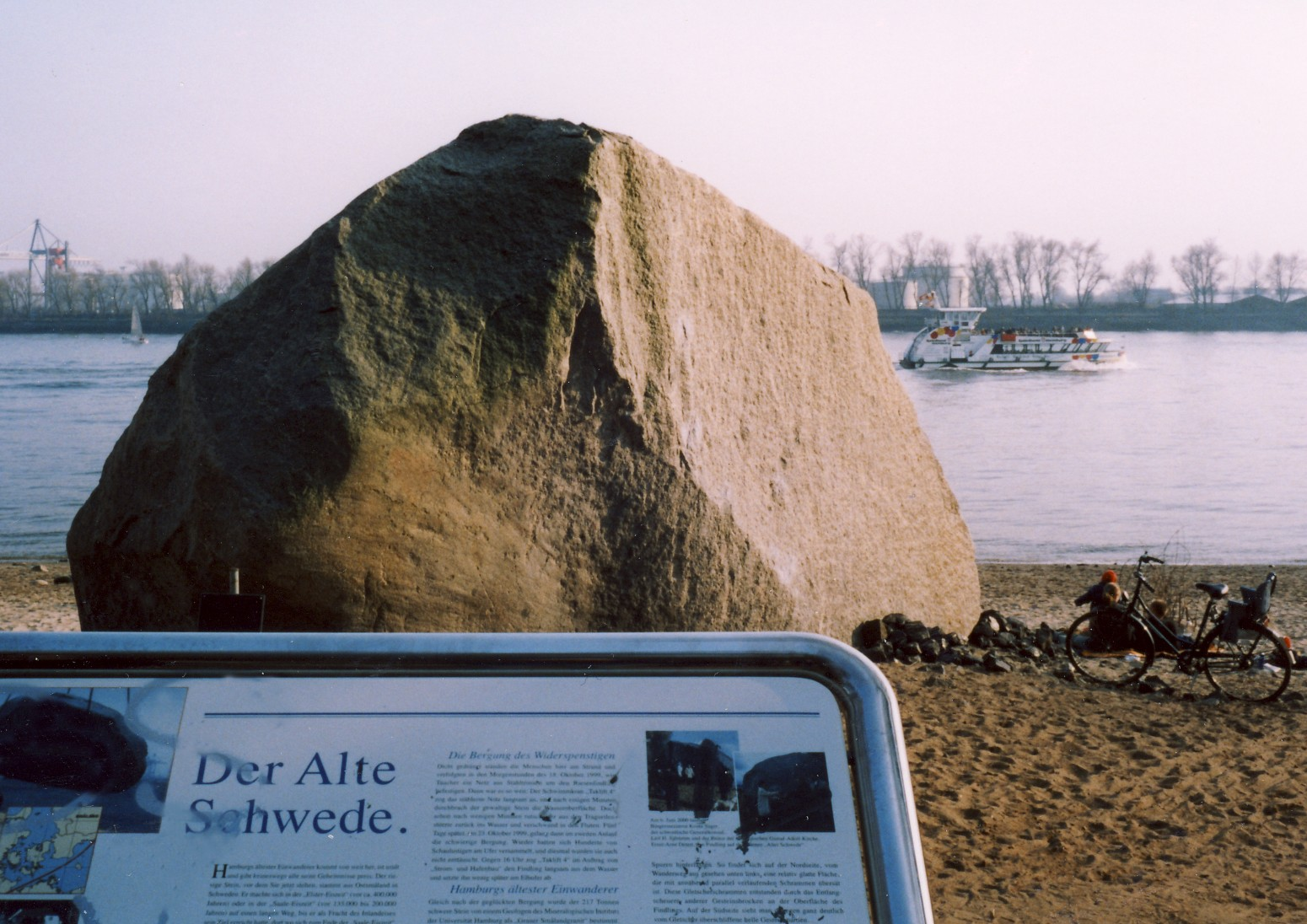
"Der Alte Schwede" vid Elbe i Hamburg.

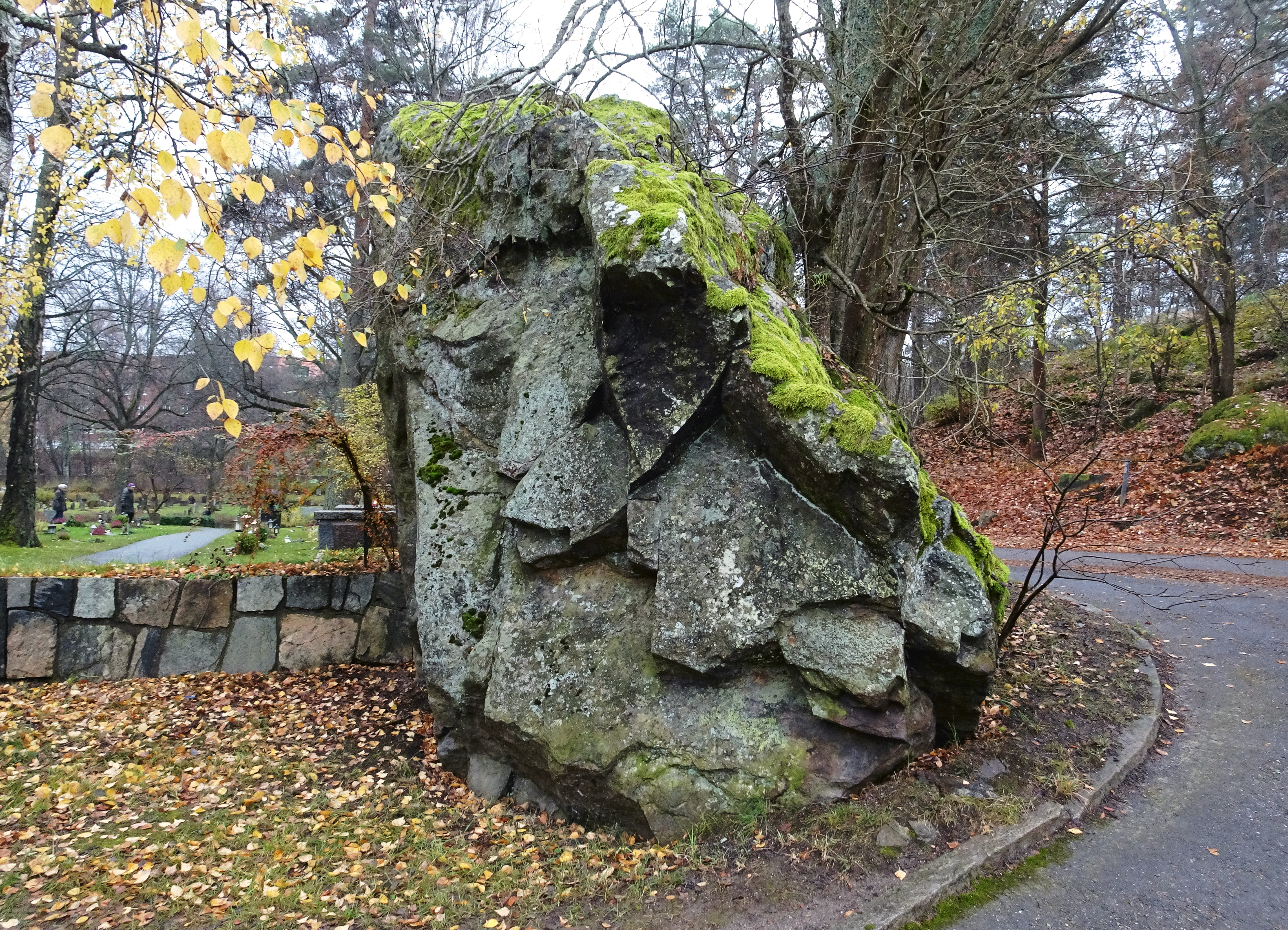
"Biskopsstenen" i Huddinge.

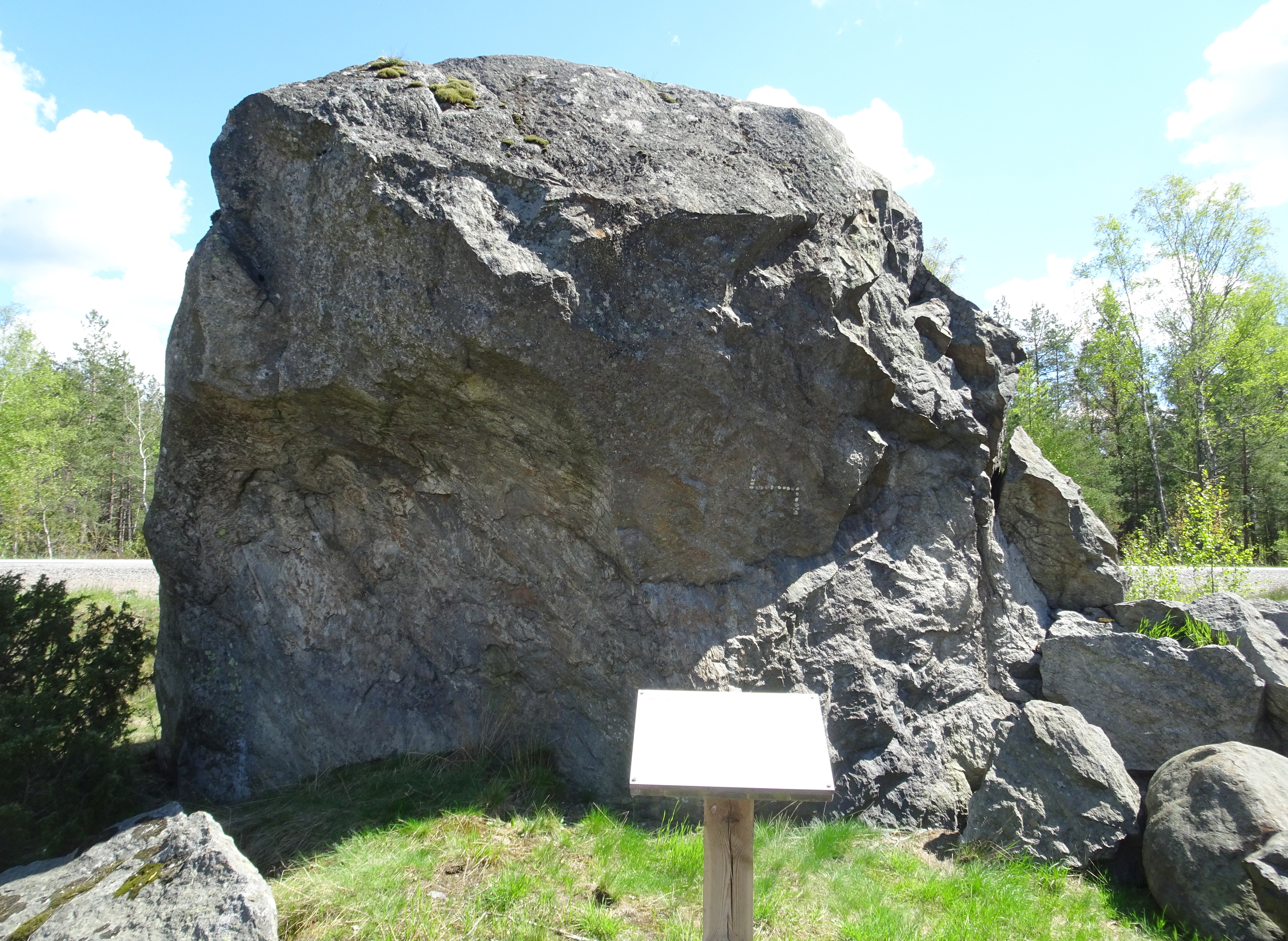
"Galgstenen" i Haninge.

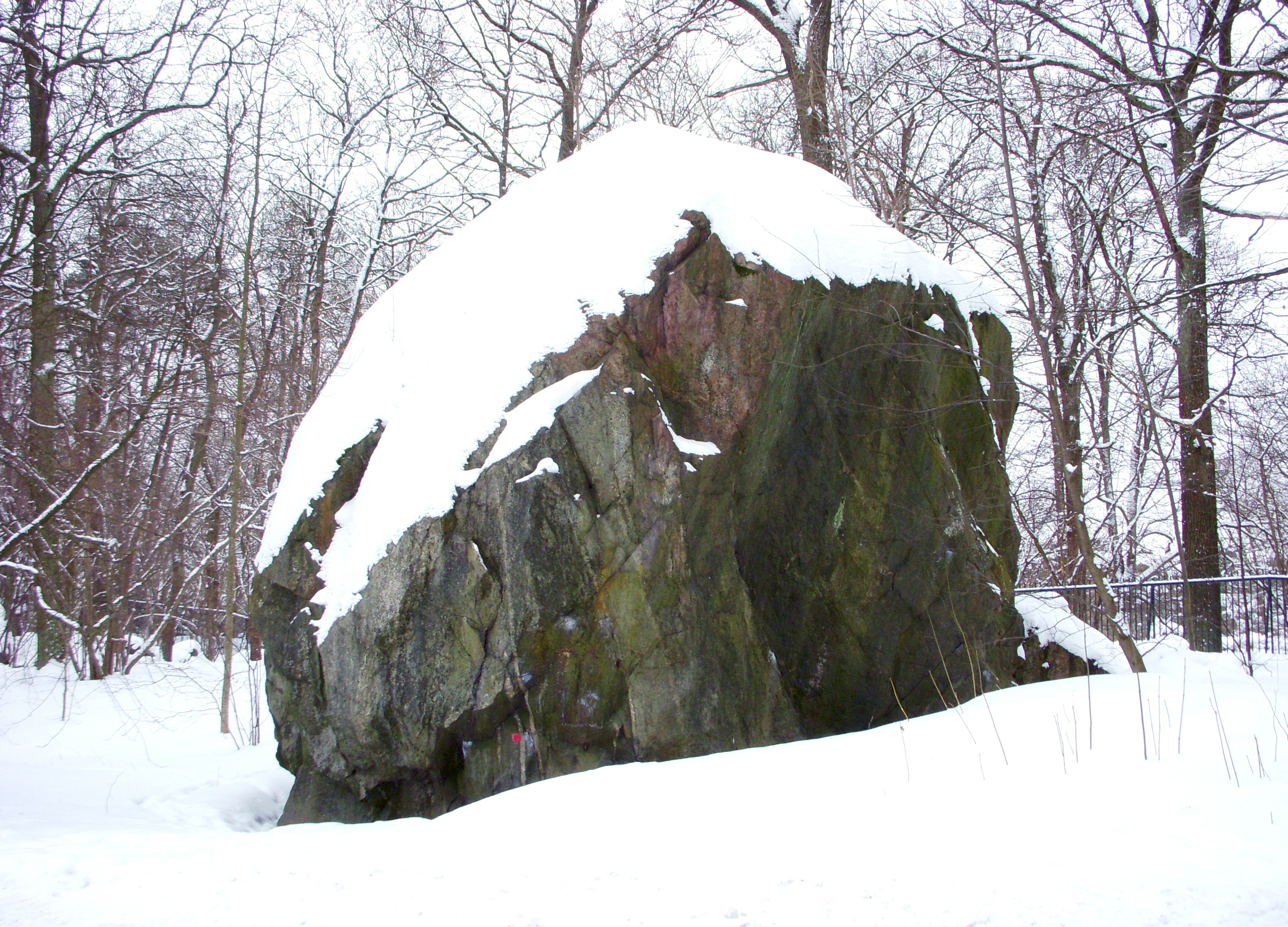
"Gustav III:s block" i Hagaparken.

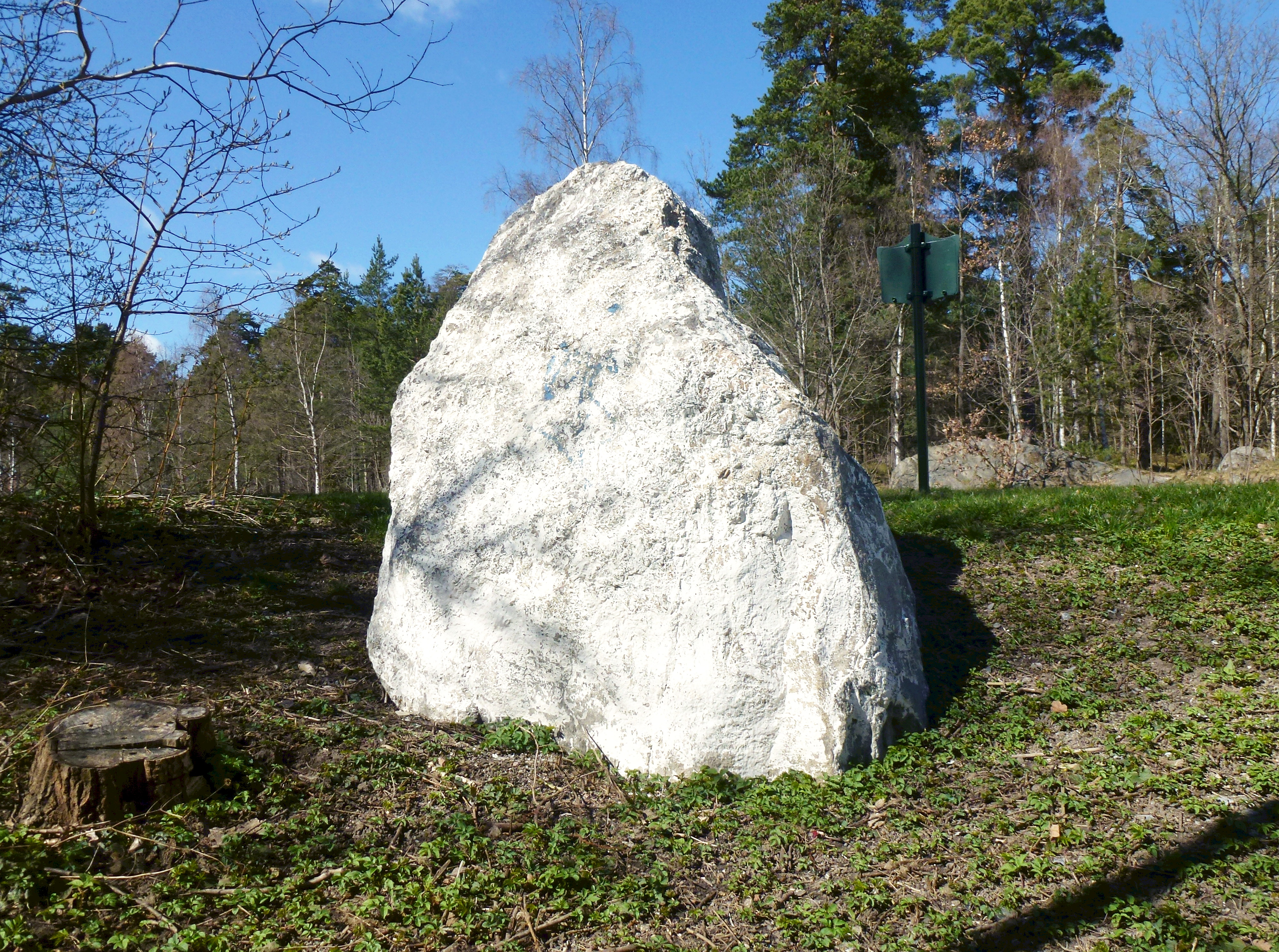
"Vita sten" i södra Stockholm.

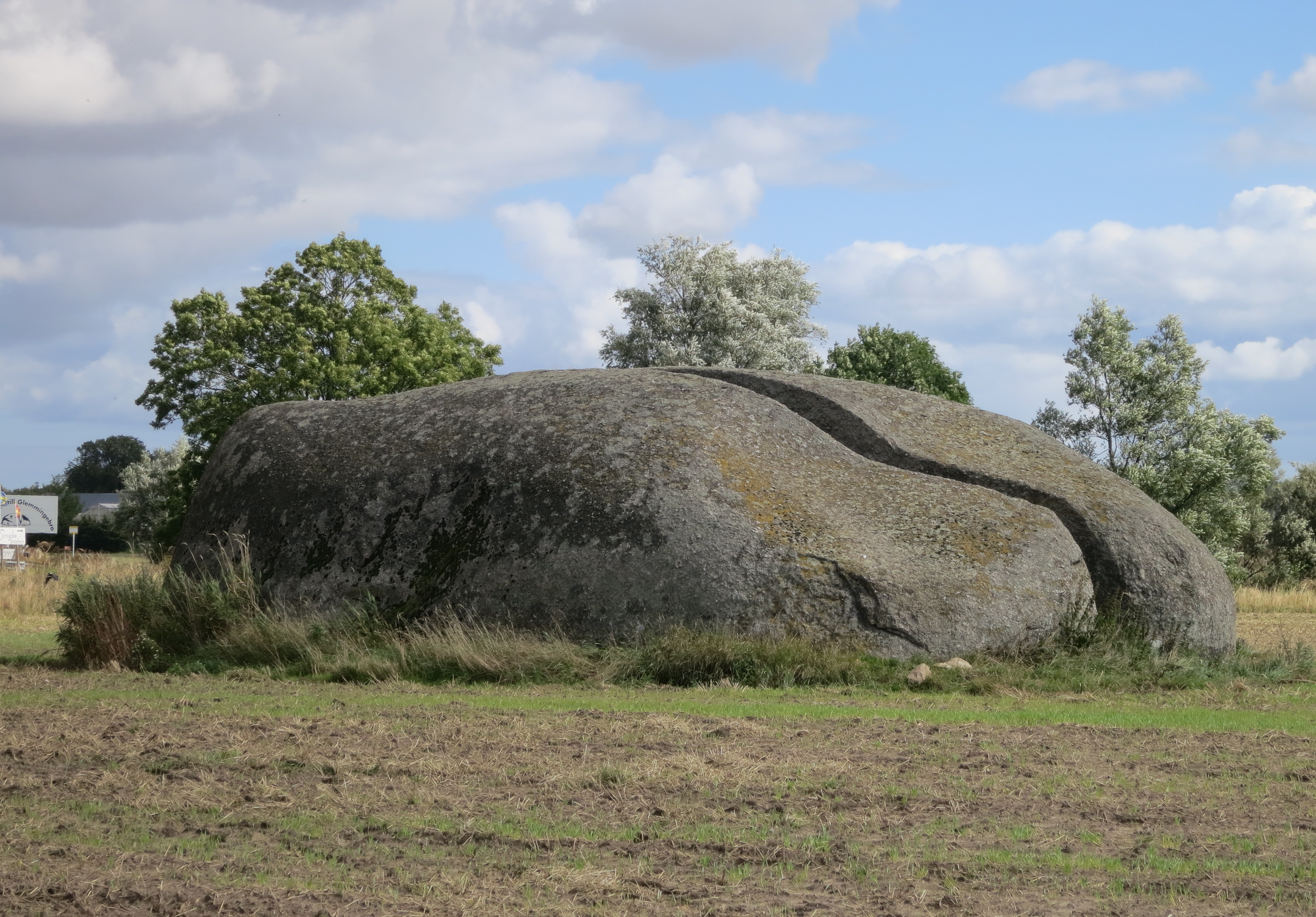
"Klövasten" i Skåne.

Ett urval i alfabetisk ordning.

### Alter Schwede
Der Alte Schwede är ett flyttblock som hittades 1999 vid muddringsarbeten på 15 meters djup i floden Elbe nära Hamburg. Flyttblocket har en omkrets på 19,7 meter, en höjd på 4,5 meter och väger 217 ton. Det hade av inlandsisen, under Elster-istiden för 400 000 år sedan, förts ända från Småland till fyndplatsen. Därför döptes det i juni 2000 officiellt till “Der Alte Schwede”. Uttrycket “alter Schwede” är ett tyskt talesätt som har den ungefärliga betydelsen "en inte helt allvarligt menad överraskning i positiv bemärkelse", som ungefär “det var som fanken”. "Der Alte Schwede" är Tysklands äldsta stor-flyttblock och officiell medborgare i Hamburg.

### Bellmans stenar
Bellmans stenar (även kallad Bellmans grotta) kallas en grupp flyttblock i Sätraskogens naturreservat i stadsdelen Sätra i södra Stockholm. Några block lutar mot varandra och bildar en liten grotta. Enligt traditionen skall Carl Michael Bellman ha gömt sig här undan sina fordringsägare.

### Biskopsstenen
Biskopsstenen kallas ett flyttblock vid Tomtberga kyrkogård i Huddinge kommun. Stenen, som hamnade här under istiden, är ett geologiskt naturminne och inom gammal folktro har dylika block nära kyrkor fått heta jättekast. Blocket mäter 7 x 4 meter och är cirka 3,5 meter högt med en spets uppåt som, betraktat från en viss vinkel, liknar en biskopsmössa.

### Galgstenen
Galgstenen kallas ett flyttblock som finns i kommundelen Jordbro i Haninge kommun, Stockholms län. Vid stenen låg Sotholms härads avrättningsplats. Den siste som avrättades här var den 26-åriga drängen Gustav Pettersson från Mörkö, vilken halshöggs vid Galgstenen den 21 mars 1855. Platsen är ett fornminne med RAÄ-nummer: Österhaninge 502:1.

### Gustav III:s block
Gustav III:s block, eller Gustav III:s flyttblock, är beläget i Hagaparken, Solna kommun. Blocket ligger strax innanför vaktstugan till parkens norra entré, inte långt från slottsgrunden till Stora Haga slott. Gustav III:s block som är ca 6,5 meter högt och ca 10 meter långt, är förmodligen Stockholmstraktens mest beskrivna och avbildade flyttblock.

### Johannesdals flyttblock
Johannesdals flyttblock är ett flyttblock i stadsdelen Vårberg i Stockholm. Det ligger i en villaträdgård vid Peterséns väg 24 och har sitt namn efter närbelägna Johannesdals gård. Blocket är skyddat sedan 22 januari 1960 som geologiskt naturminne och är det ena av Stockholms två naturminnen.

### Klövasten
Klövasten är ett flyttblock som ligger fritt på slätten söder om Glemmingebro i Skåne. Det är 14 x 9 meter stort och 3 meter högt. Stenen är sprucken i två delar. I blocket finns skålgropar från forntiden inhuggna. En sägen berättar att blocket kastades av en trollkvinna på Bornholm mot Glemminge kyrka. Stenen är en fornlämning med RAÄ-nummer Glemminge 1:2. 

### Lostenen
Lostenen är ett av Finlands största flyttblock med en höjd på 16 meter och ligger i Pedersöre kommun.

### Stöttestenen
Stöttestenen i Huddinge kommun ligger i en kurva utmed gamla sockenvägen och kyrkvägen. Stenen är ett offerkast som enligt gammal folktro måste stöttas upp av den som passerande, annars kunde det gå illa. Den som stöttade kunde då inte bara klara sig undan ett eventuellt stenras, utan kanske även få åtnjuta annan lycka och välgång. Stenen är ett fornminne med  RAÄ-nummer Huddinge 244:1.

### Vita sten
Vita sten är ett flyttblock och en äldre gränsmarkering i södra Stockholm. Den angav punkten där de två gårdarna Enskede gård och Hammarby gård mötte Skarpnäcks gårds ägor. Den vitmålade stenen är en fornlämning med RAÄ-nummer Brännkyrka 230:1.